# چبین، شهرستان واوکز
چبین، شهرستان واوکز (به لاتین: Trzebin, Wałcz County) یک سکونتگاه مسکونی در لهستان است که در Gmina Człopa واقع شده‌است.